# Ship Submersible Radar Nuclear
Ship Submersible Radar Nuclear (SSRN) – okręt podwodny dozoru radarowego (ang. Radar Picket Submarine) z napędem jądrowym. Opracowane w latach 50. XX wieku w Związku Radzickim i Stanach Zjednoczoych, jako okręty dozoru i wczesnego ostrzegania. Pierwotnie pod postacią okrętów podwodnych z napędem elektrycznym, a po udanej aplikacji napędu jądrowego, także w okrętach podwodnych wyposażonych w siłownię nuklearną.
Najbardziej znanym pojedynczym okrętem tego rodzaju był amerykański USS „Triton” (SSRN-586). Koncepcja SSRN wywodzi się jednak  czasów II wojny światowej, gdy japońskie samoloty kamikaze zatopiły szereg amerykańskich niszczycieli dozoru radarowego, pełniących zadania wczesnego ostrzegania dla zespołów lotniskowców i zespołów desantowych. Pierwszymi okrętami podwodnymi dozoru radarowego w Związku Radzieckim, były niektóre jednostki projektu 613 (NATO: Whiskey), które od roku 1957 zaczęły być przebudowywane i wyposażane w duży radar kontroli przestrzeni powietrznej Kasatka na kiosku oraz w dodatkowe wyposażenie radiowe. Okręty te otrzymały wówczas nowe oznaczenie jako projekt 640 (NATO: Canvas Bag).
Rozwój technologiczny spowodował jednak zanik tego rodzaju okrętów, na rzecz operujących z lądu oraz z lotniskowców samolotów wczesnego ostrzegania, które zapewniają większy zasięg wykrywania i śledzenia, oraz lepsze pokrycie radarowe kontrolowanej przestrzeni powietrznej.